# Kreodanthus curvatus
Kreodanthus curvatus är en orkidéart som beskrevs av Paul Ormerod. Kreodanthus curvatus ingår i släktet Kreodanthus och familjen orkidéer.
Artens utbredningsområde är Costa Rica. Inga underarter finns listade i Catalogue of Life.